# Goetzingen
Goetzingen (lb. Gëtzen, niem. Götzingen) – wieś w środkowym Luksemburgu, w gminie Koerich, w kantonie Capellen. Do 3 października 2015 leżała w dystrykcie Luksemburg. Wieś zamieszkuje 529 osób.